# Stanislav Dutka
Stanislav Dutka (24. prosince 1947, Ružomberok – 6. prosince 2024) byl slovenský rozhlasový sportovní komentátor, moderátor a redaktor.

## Životopis
V roce 1967 začal pracovat v rozhlase. Mezi jeho kolegy se kterými spolupracoval patřili – Gabo Zelenay, Rudolf Gallo, Oskar Mana, nebo Mária Zavarská-Lukačovičová. V rozhlase řídil 20 let sportovní redakci. Jako reportér komentoval nejvýznamnější sportovní okamžiky olympiády, fotbalové zápasy, dokonce i mistrovství Evropy v Bělehrade v roce 1976 (20. června 1976 ve finále Československa s Německom, v poslední penaltě dal Antonín Panenka historický gól. Československo se stalo se mistrem Evropy). Pracoval ve Slovenském rozhlase.

## Ocenění
- 2003 – Cena Fair play Slovenského olympijského výboru.